# Paolo Fabbri (partigiano)

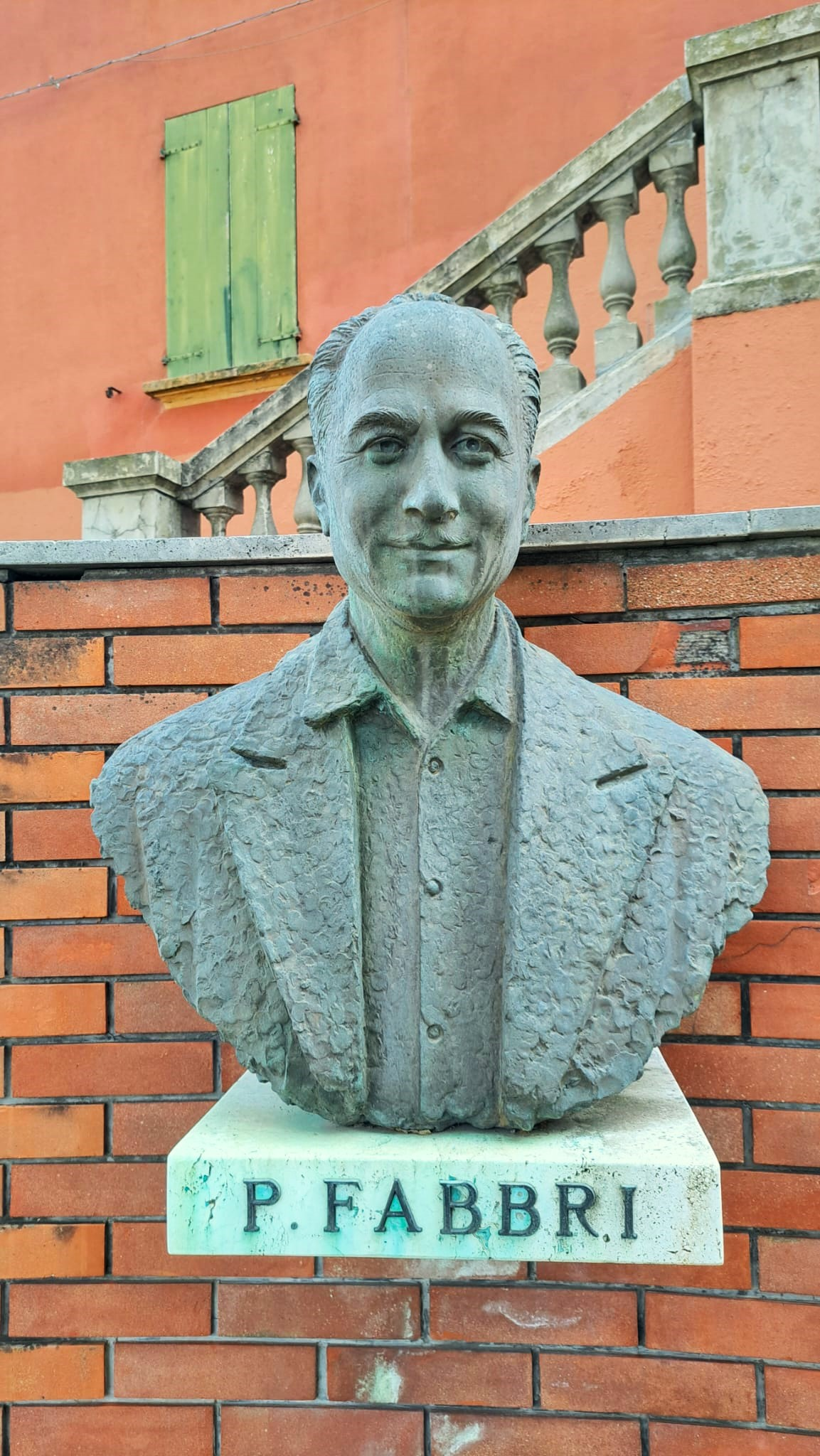
Statua di Paolo Fabbri a Molinella

Paolo Fabbri (Conselice, 26 agosto 1889 – Gaggio Montano, 14 febbraio 1945) è stato un partigiano, sindacalista e antifascista italiano.

## Biografia

### I primi anni di vita a Conselice
Paolo Fabbri nacque a Conselice, in provincia di Ravenna, il 26 agosto 1889. Era figlio di Carlo Fabbri e Maria Gandolfi. I Fabbri erano una famiglia di contadini molto numerosa. A Conselice, Paolo Fabbri si avvicinò alle organizzazioni dei lavoratori della terra. Aderì al Partito Socialista Italiano. Prese parte alle prime rivendicazioni contadine.
Si sposò con Luigia Rossi. Nel 1913, nacque Nevio, suo unico figlio.

### L'arrivo a Molinella e l'attivismo nel gruppo dei socialisti di Giuseppe Massarenti
Nel 1914, aveva già maturato una discreta esperienza sindacale quando la federazione provinciale del PSI di Ravenna gli diede un importante incarico. Fabbri fu inviato a Molinella per dirigere le organizzazioni operaie di quella città. Dopo i violenti scontri fra scioperanti e crumiri avvenuti a Guarda di Molinella nel 1914, il Comune era stato commissariato e le organizzazioni locali stavano attraversando un periodo di crisi. Fabbri prese in mano una situazione difficile e diventò ben presto uno dei massimi esponenti del PSI di Molinella.
Con l'entrata in guerra dell'Italia nella prima guerra mondiale, fu chiamato alle armi. Per alcuni anni rimase lontano da Molinella. Tornò in quella città già prima della fine del conflitto. Diventò uno dei principali collaboratori di Giuseppe Massarenti, sindaco di Molinella.
Nel primo dopoguerra, durante il cosiddetto biennio rosso, fu tra le principali figure del movimento contadino della provincia di Bologna. Guidò le rivendicazioni dei lavoratori della terra, insieme ad altri esponenti del PSI di Molinella, in particolar modo Giuseppe Massarenti, Giuseppe Bentivogli e Renato Tega.

### L'arresto per attività antifascista e il confino a Lipari
Di forti convinzioni antifasciste, si oppose fermamente allo squadrismo e alla presa di potere di Benito Mussolini.
Nel periodo successivo alla marcia su Roma, mantenne in vita in condizioni di clandestinità le organizzazioni operaie di Molinella. Fu arrestato nel 1927 per la sua attività di antifascista e fu inviato al confino a Lipari. Mentre era al confino, diventò amico di altri antifascisti italiani, fra i quali Carlo Rosselli, Emilio Lussu, Ferruccio Parri e Francesco Fausto Nitti. Fu raggiunto al confino dalla propria famiglia, dalla moglie Luigia e dal figlio Nevio.
Nel 1929, Fabbri organizzò la fuga da Lipari di Carlo Rosselli, Emilio Lussu e Francesco Fausto Nitti. Scoperto nel corso dell'evasione, si sacrificò per evitare che la fuga dei suoi compagni fallisse. Per questa vicenda, fu sottoposto a processo di fronte al Tribunale di Messina e fu condannato a più di tre anni di reclusione. Dopo aver scontato la pena nelle carceri di Saluzzo e di Castelfranco Emilia, trascorse altri otto mesi di confino a Ponza. Fece ritorno a Bologna negli anni Trenta.

### La base segreta delFondonee l'organizzazione della Resistenza a Bologna
Dopo essere rientrato a Bologna, Fabbri cominciò a lavorare come artigiano nel settore della produzione dei detersivi. Fondò la società Chimica Galvanica, insieme a Domenico Viotto, che aveva conosciuto al confino. La società aveva sede sia a Bologna che a Milano, dove era operativo Viotto. Fabbri assunse nella sua azienda molti socialisti di Molinella che facevano fatica a trovare lavoro per le loro idee politiche.
Negli anni Quaranta, quando il fascismo cominciò a mostrare i primi segni di debolezza, Fabbri sfruttò la copertura offerta dalla società Chimica Galvanica per riorganizzare il Partito Socialista di Bologna. A nome della società Chimica Galvanica, prese in affitto come magazzino uno scantinato in via de' Poeti, in pieno centro storico di Bologna. Il locale era conosciuto come Fondone. All'interno del Fondone, Fabbri cominciò a riprendere la propria attività politica. Entrato nella Resistenza, il magazzino del Fondone diventò una delle principali basi segrete partigiane di Bologna. Sempre dentro il Fondone, i partigiani delle  Brigate Matteotti si riunivano, organizzavano la propria propaganda e le operazioni militari più delicate.

### La missione segreta oltre la Linea Gotica, la morte e il processo per omicidio
Nel dicembre del 1944, mentre l'Italia era divisa in due dall'occupazione tedesca, Fabbri fu inviato a sud, oltre la Linea Gotica, dal Comitato di Liberazione Nazionale dell'Emilia-Romagna. Insieme a lui partì un altro partigiano emiliano, il tenente colonnello Mario Guermani. Fabbri e Guermani furono incaricati di prendere contatto con i dirigenti del PSIUP, col governo dell'Italia liberata e con gli alti ufficiali dell'esercito degli Stati Uniti. I due partigiani ricevettero i piani militari per la Liberazione di Bologna e cinque milioni di lire per il finanziamento delle brigate partigiane locali.
Nella notte fra il 13 e il 14 febbraio 1945, Fabbri e Guermani tentarono di riattraversare la Linea Gotica nei pressi di Bombiana, nel comune di Gaggio Montano. Erano accompagnati da una guida montana, Adelmo Degli Esposti. Sia Fabbri che Guermani morirono in circostanze misteriose, mentre Degli Esposti riuscì a mettersi in salvo.
Nel secondo dopoguerra, su pressione del figlio Nevio, furono avviate delle indagini sulla morte di Fabbri e Guermani. A quasi un anno di distanza dalla Liberazione, anche in questo caso in circostanze tuttora da chiarire, furono ritrovati i cadaveri di Fabbri e Guermani. Erano stati sepolti nei pressi di Bombiana. Fu aperto un processo per duplice omicidio, che ebbe come imputato Adelmo Degli Esposti. Il procedimento nei confronti di Degli Esposti si concluse con una sentenza di non luogo a procedere.

## Riconoscimenti
Sono state intitolate a Paolo Fabbri alcune strade di Bologna, Conselice, Molinella, Castenaso, Gaggio Montano e Ciampino.
Una foto di Paolo Fabbri è stata inserita nel sacrario dei partigiani di Piazza del Nettuno a Bologna.
Una statua di Paolo Fabbri è stata collocata nel cortile di Palazzo Volta, in via Mazzini a Molinella, accanto ad altre tre statue che ritraggono Giuseppe Massarenti, Giuseppe Bentivogli e Alfredo Calzolari.
Il cantautore Francesco Guccini intitolò un suo album Via Paolo Fabbri 43 (1976). Via Paolo Fabbri è anche il titolo di una delle canzoni della raccolta. Il nome della canzone e dell'album sono dovuti al fatto che Guccini visse in un appartamento di via Paolo Fabbri 43 a Bologna.